# Les Grincheux 2
Série
Les Grincheux
(1993)
Pour plus de détails, voir Fiche technique et Distribution.
Les Grincheux 2 (titre original : Grumpier Old Men) ou Encore les Vieux Grincheux au Québec  est un film américain réalisé par Howard Deutch, sorti en 1995.
C'est la suite du film Les Grincheux, inédit au cinéma en France.

## Synopsis
Après le mariage de John et d'Ariel, Max se retrouve plus seul que jamais. Jacob lui annonce qu'il devrait se trouver quelqu'un. Hostile à cette idée, Max change vite d'avis lorsqu'il fait la connaissance de la belle Maria, nouvelle gérante du magasin de pêche à côté du lac, et qui veut en faire un restaurant italien. John et Max vont tout mettre en œuvre pour la faire partir, mais Maria va leur faire la guerre...

## Distribution
- Jack Lemmon (VF : Serge Lhorca ; VQ : Ronald France) : John
- Walter Matthau (VF : André Valmy ; VQ : Yves Massicotte) : Max
- Ann-Margret (VF : Martine Messager ; VQ : Louise Rémy) : Ariel
- Sophia Loren ( VF: Evelyne Selena ; VQ : Élizabeth Lesieur) : Maria Ragetti
- Burgess Meredith (VQ : Jean-Louis Millette) : Grand-père Gustafson
- Daryl Hannah (VF : Micky Sébastian ; VQ : Nathalie Coupal) : Mélanie
- Kevin Pollak (VF : Michel Mella ; VQ : Alain Zouvi) : Jacob
- Ann Morgan Guilbert (VQ : Flora Balzano) : Mama Francesca Ragetti
- Max Wright : l'inspecteur d'hygiène des restaurants

Référence VQ : Doublage Québec

## Sorties vidéo
Le film Les Grincheux 2 inédit au cinéma sur le territoire français :
- En France : sorti uniquement en VHS
- En Belgique : sorti en DVD
- Aux États-Unis : blu-ray zone A les 2 films ensemble avec VF.
- Au Royaume-Uni : blu-ray zone all propose les 2 films sur le même disque avec les deux films en VF

## À noter
- Ce film s'inscrit dans la série des films qui réunissent Jack Lemmon et Walter Matthau.